# NBA Cup
La NBA Cup est un tournoi de basket-ball, organisé par la National Basketball Association (NBA), qui se dispute pendant la saison régulière de la NBA. La première édition a été organisée au cours de la saison 2023-2024 sous le nom d' In-Season Tournament. Les 30 équipes participent, avec quatre matchs durant la saison régulière qui comptent pour le tournoi. Les demi-finales et la finale du tournoi se jouent sur un site neutre, dans un format similaire au Final Four.
Le format de la compétition est un tournoi en deux volets, une phase de groupes et une phase finale à élimination directe. La phase de groupe se compose de trois poules de cinq équipes par conférence (pour un total de six groupes en tout). Chaque équipe joue quatre matchs de saison régulière (deux à domicile et deux à l'extérieur) qui comptent pour le classement du In-Season Tournament. Les leaders de chaque groupe, ainsi que le meilleur second de chaque conférence, accèdent à la phase à élimination directe. Les demi-finales et la finale du tournoi se jouent sur un site neutre, pour la première année à la T-Mobile Arena de Las Vegas.
L’équipe championne reçoit la NBA Cup et chaque joueur vainqueur reçoit 500 000 $. Les premiers champions sont les Lakers de Los Angeles et LeBron James remporte le premier titre de MVP.

## Historique
Les haut dirigeants de la NBA discutent de la possibilité d'organiser un tournoi en pleine saison depuis au moins 15 ans avant son introduction. La NBA tente depuis des décennies d’essayer de rivaliser avec la National Football League (NFL) pour attirer les téléspectateurs et l’attention lorsque les saisons régulières des deux ligues se chevauchent en novembre et en décembre chaque année.
Le 6 juillet 2023, le journaliste d’ESPN Adrian Wojnarowski annonce que la NBA tiendrait le premier In-Season Tournament du 3 novembre au 9 décembre. Les premiers groupes sont révélés lors de l'annonce du tournoi le 8 juillet 2023. Les Lakers de Los Angeles remportent la première édition face aux Pacers de l'Indiana le 9 décembre 2023.

## Format
Les règles du tournoi sont les suivantes :
- Les équipes sont réparties en cinq chapeaux par conférence sur la base du classement de la saison régulière 2022-2023. Le chapeau numéro 1 contient les équipes avec les trois meilleurs classements de la saison régulière dans chaque conférence, tandis que chapeau numéro 2 contient les équipes avec les quatrième à sixième meilleurs classements et ainsi de suite, concluant avec le chapeau numéro 5, qui contenait les équipes avec les trois moins bons classements (13e à 15e)[10],[11].
- Les matchs de la saison régulière joués les mardis et vendredis du mois de novembre comptent dans le classement de la saison régulière et dans le classement de la phase de groupe du tournoi[7].
- Les vainqueurs de chaque groupe se qualifient pour la phase d'élimination directe, tout comme les meilleurs seconds de chaque conférence.
- Les équipes sont classées en fonction de leurs performances lors de la phase de groupes. Dans chaque conférence le meilleur vainqueur de groupe affronte le meilleur deuxième et le deuxième meilleur vainqueur de groupe affrontent le troisième meilleur vainqueur[12].
- Les demi-finales et la finale se jouent à Las Vegas[1].
- La finale ne compte pas comme un match de saison régulière.
- Pour le premier tournoi en 2023, les joueurs de l’équipe championne reçoivent chacun 500 000 $ ; les finalistes reçoivent 200 000 $. Les joueurs des deux équipes perdantes en demi-finale reçoivent chacun 100 000 $, et les joueurs des quatre équipes perdantes en quart de finale reçoivent chacun 50 000 $[2].

En cas d'égalité entre deux ou plusieurs équipes dans un groupe, les critères de départage sont les suivants :
1. Confrontations entre les deux équipes dans la phase de groupe ;
2. Différence de points dans la phase de groupe ;
3. Total des points marqués dans la phase de groupe ;
4. Bilan de la saison régulière 2022-2023 ;
5. Tirage au sort.

## Identité visuelle

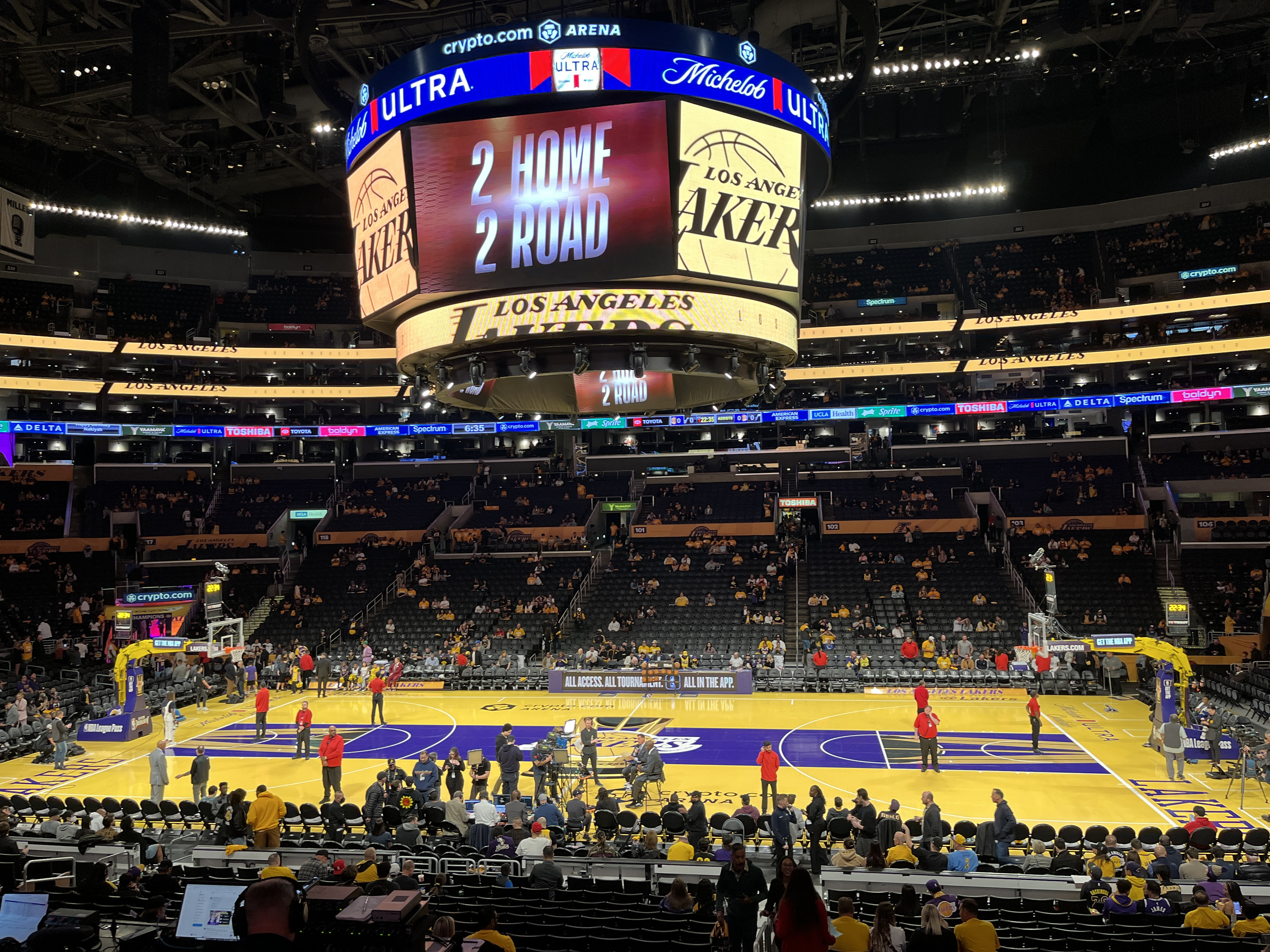
Terrain des Lakers de Los Angeles durant le In-Season Tournament.

Pour les matchs du In-Season Tournament, les équipes à domicile portent les uniformes « City Edition » et les matchs se jouent sur des parquets spécialement conçus pour l’événement. Les parquets, contrairement à ceux utilisés durant la saison régulière, disposent d’une surface en érable entièrement peinte avec une bande de couleur contrastante peinte à chaque extrémité de la voie de lancer franc. La NBA Cup est exposée sur le court central, et les silhouettes du trophée sont également peintes sur les lignes de lancer franc.
Les réactions aux conceptions uniques des parquets ont été mitigées, le propriétaire des Mavericks de Dallas, Mark Cuban, dit qu’il « n’était pas un fan » des parquets, bien qu’il ait admis qu’ils étaient une « idée de marketing brillante ». Certains joueurs, dont Jaylen Brown et Luka Dončić, se sont plaints que les nouveaux terrains étaient glissants,,. Certains fans se sont plaints sur les réseaux sociaux que les parquets étaient trop brillants et trop distrayants.

## Récompenses

### Vainqueurs
| Saison | Date             | Conférence Ouest        | Score   | Conférence Est      | Salle          | Lieu             |
| ------ | ---------------- | ----------------------- | ------- | ------------------- | -------------- | ---------------- |
| 2023   | 9 décembre 2023  | Lakers de Los Angeles   | 123-109 | Pacers de l'Indiana | T-Mobile Arena | Paradise, Nevada |
| 2024   | 17 décembre 2024 | Thunder d'Oklahoma City | 81-97   | Bucks de Milwaukee  | T-Mobile Arena | Paradise, Nevada |

### MVP
Le vainqueur du titre de MVP (meilleur joueur) est décidé par un panel de journalistes, ainsi qu'un vote de fans. Au cours du tournoi inaugural, 20 journalistes ont donnés leur vote, ainsi que 5 votes ont été décidés par les fans.
| Année | Joueur                | Équipe                | Réf.   |
| ----- | --------------------- | --------------------- | ------ |
| 2023  | LeBron James          | Lakers de Los Angeles | [ 4 ]  |
| 2024  | Giánnis Antetokoúnmpo | Bucks de Milwaukee    | [ 20 ] |

### All-Tournament Teams
- 2023
  - Giánnis Antetokoúnmpo, Bucks de Milwaukee
  - Anthony Davis, Lakers de Los Angeles
  - Kevin Durant, Suns de Phoenix
  - Tyrese Haliburton, Pacers de l'Indiana
  - LeBron James (MVP), Lakers de Los Angeles